# World Games 2025/Duathlon
Bei den World Games 2025 in Chengdu werden vom 14. bis 17. August 3 Wettbewerbe im Duathlon ausgetragen. Austragungsort ist die Xinglong Lake Hubin Arena.

## Bilanz

### Medaillenspiegel
| Platz  | Land        | Gold | Silber | Bronze | Gesamt |
| ------ | ----------- | ---- | ------ | ------ | ------ |
| 1      | Spanien     | 1    | 1      | –      | 2      |
| 2      | Frankreich  | 1    | –      | –      | 1      |
| 2      | Mexiko      | 1    | –      | –      | 1      |
| 4      | Belgien     | –    | 1      | 3      | 4      |
| 5      | Niederlande | –    | 1      | –      | 1      |
| Gesamt | Gesamt      | 3    | 3      | 3      | 9      |

### Medaillengewinner
| Disziplin     | Gold                              | Silber                                          | Bronze                             |
| ------------- | --------------------------------- | ----------------------------------------------- | ---------------------------------- |
| Männer        | Benjamin Choquert (FRA)           | Arnaud Dely (BEL)                               | Vincent Bierinckx (BEL)            |
| Frauen        | Anahi Álvarez (MEX)               | María Varo (ESP)                                | Jeanne Dupont (BEL)                |
| Mixed-Staffel | Spanien IMaría Varo Javier Martín | Niederlande IAline Kootstra Valentin van Wersch | Belgien IJeanne Dupont Arnaud Dely |